# Petra Vogt (Politikerin)
Petra Vogt (* 3. Juni 1969 in Duisburg) ist eine deutsche Politikerin (CDU). Sie ist seit 2025 erneut Abgeordnete im Landtag Nordrhein-Westfalen, dem sie bereits von 2012 bis 2022 angehörte.

## Biografie
Petra Vogt wuchs in Duisburg auf. 1988 erwarb sie die Allgemeine Hochschulreife und studierte Wirtschaftswissenschaften und Spanisch für das Lehramt Sekundarstufe II, berufsbildende Schulen. 1993 erlangte sie das erste und 1995 das zweite Staatsexamen. 1996 bis 2012 war Vogt Lehrerin an einem Kaufmännischen Berufskolleg in Duisburg, zuletzt als Oberstudienrätin. Vogt arbeitete von August 2022 bis Juli 2025 wieder als Lehrerin im Schuldienst.
Seit Oktober 2015 ist Vogt Vorsitzende der Schutzgemeinschaft Deutscher Wald in Duisburg. Ferner ist sie Mitglied im Verband der Lehrer an Wirtschaftsschulen.

## Politik
Im Jahr 1987 wurde Vogt Mitglied in der CDU. Seit 1998 ist sie Vorsitzende des CDU-Ortsverbandes Duisburg-Neudorf. Seit 2012 ist sie stellvertretende Vorsitzende des CDU-Bezirksverbandes Ruhrgebiet. Seit Juni 2015 stellvertretende Vorsitzende der CDU Duisburg. Von 1995 bis 2012 war sie Mitglied des Rates der Stadt Duisburg und dort von 2004 bis 2012 Vorsitzende der CDU-Fraktion.
Vogt war erstmals Abgeordnete des Landtags Nordrhein-Westfalen vom 31. Mai 2012 bis 31. Mai 2017 und erneut vom 30. Juni 2017, als sie über die Landesliste der CDU für den ausgeschiedenen und zum Staatssekretär ernannten Abgeordneten Jan Heinisch nachrückte, bis zum Mai 2022. Ab dem 11. Juli 2017 war sie stellvertretende Vorsitzende der CDU-Landtagsfraktion. Des Weiteren war sie in der 17. Wahlperiode Mitglied im Wissenschaftsausschuss, im Ausschuss für Kultur und Medien sowie im Ausschuss für Schule und Bildung. Bei der Landtagswahl 2022 verlor sie ihr Mandat. Seit April 2022 ist Petra Vogt Vorsitzende des Kreisverbandes Duisburg der CDU und wurde im Juni 2024 mit 90 Prozent wiedergewählt. Am 4. Juli 2025 rückte sie für den verstorbenen Dietmar Panske erneut in den Landtag Nordrhein-Westfalen nach.